# 메리 리드
메리 리드(Mary Read, 1690 ~ 1721년 4월)는 영국계 해적이다. 해적의 황금시대 절정기였던 18세기 전반에 활동한,유이하게 기록이 남은 여성 해적이다.(나머지 한명은 앤 보니).
17세기 후반에 어느 선장의 과부의 사생아로 태어났다. 정확히 알 수는 없지만 1670년에서 1698년 사이로 추측된다. 메리의 오빠 마크가 어려서 죽자 메리의 모친은 마크의 할머니에게 재정적 도움을 받기 위해 사생아인 메리를 남장시켜 마크로 속여 키웠다. 할머니는 속아넘어갔고, 메리 모녀는 그 유산을 상속받아 10대 시절을 보냈다. 계속 남장한 채로 살다가 급사로 취직했고, 뒤이어 배의 선원이 되었다.
이후 남장한 채 영국군에 입대한 리드는 9년 전쟁(또는 스페인 왕위 계승 전쟁)에 참전했다가 플랑드르 출신 군인과 눈이 맞아 결혼했다. 남편이 요절하자 리드는 다시 남장하고 네덜란드군에 입대해서 군인 생활을 했다. 그러나 승진의 기회가 없었기 때문에 전역하고 서인도 제도로 떠났다.
서인도에서 리드가 탄 배가 해적에 나포되었고, 동료 해적이 되라고 강요받았다. 결국 해적이 되었다가 1718년에 사면령을 받고 사략선원이 되었다. 1719년에 선상 반란에 참여하여 다시 해적이 되었고, 1720년에 존 래컴의 해적단에 들어가 앤 보니를 만났다. 그때까지도 리드가 남장을 하고 다녔기 때문에, 보니는 리드를 그저 잘 생긴 남자 정도로만 생각했고 친하게 지냈다. 보니의 애인이었던 두목 래컴이 노하여 리드를 죽이려고 했고, 어쩔 수 없이 리드는 자신이 여성임을 밝혔다.
1720년, 해적 사냥꾼 조너선 바넷이 래컴 해적단을 공격했고, 래컴 이하 모든 선원들이 붙잡혀 재판에 끌려갔다. 남성 선원들은 모두 목이 매달렸지만, 리드와 보니는 임신 중이라 사형이 유예되었다. 자메이카 감옥에 수감되어 있던 리드는 1721년 4월에 출산 후유증으로 추측되는 열병으로 사망했다. 옥스퍼드 인명 사전에 따르면 80세까지 천수를 누린 것으로 추정되는 보니와는 대조적인 결말이다.

## 같이 보기
- 여성 해적